# دونا فابر
 دونا فابر (انگلیسی: Donna Faber؛ زاده ۵ ژوئیهٔ ۱۹۷۱) یک تنیس‌باز اهل ایالات متحده آمریکا است.